# Noc oživlých mrtvol
Noc oživlých mrtvol (alternativně uváděno i Noc žijících mrtvých, anglicky Night of the Living Dead) je nezávislý hororový film z roku 1968 režírovaný Georgem A. Romerem, kde hlavní role zahráli Duane Jones (Ben) a Judith O'Dea (Barbra).
Film zachycuje snahu skupinky lidí čelit na pensylvánském venkově přesile neznámých útočníků (zombie). V žánru zombie filmů přinesl důležité ztvárnění zombie jako oživlé mrtvoly živící se lidským masem. Film byl divácky velmi úspěšný (rozpočet byl 114 000 $, přičemž domácí výdělek byl 12 milionů $ a mezinárodní 18 milionů $) a získal status kultovního filmu. Od odborné kritiky se mu ale dostalo odsouzení kvůli explicitnímu násilí, i zde ale byl nakonec úspěšný: Jako důležitý film je zařazen do National Film Registry americké Kongresové knihovny.
Na úspěch filmu navázal režisér natočením dalších pěti dílů (vytvořením filmové série) s podobnou tematikou. Film se dočkal dvou remaků.

## Autorskoprávní status
Film je ve Spojených státech volným dílem (public domain), protože původní kinodistributor, Walter Reade Organization, nevyznačil na kopie filmu zmínku o autorskoprávní ochraně, což tehdejší americký zákon pro udržení autorských práv vyžadoval. Na verzi filmu produkční společnosti s původním (pracovním) názvem Night of the Flesh Eaters se označení o autorskoprávní ochraně vyskytovalo a zřejmě bylo odstraněno spolu se změnou titulu, kterou si vyžádala distribuční společnost.
Nechtěná ztráta autorských práv na jedné straně způsobila Romerovi a ostatním tvůrcům značnou finanční škodu, nicméně nejspíše pomohla popularitě filmu.